# Андрус (вулкан)
Андрус (англ. Mount Andrus) — щитовий вулкан висотою 2978 м, хребта Еймса в Землі Мері Берд на північно-західному узбережжі Антарктиди, недалеко від східного узбережжя моря Росса і приблизно за 160 км на південь від океанського узбережжя Антарктиди.

## Загальні відомості

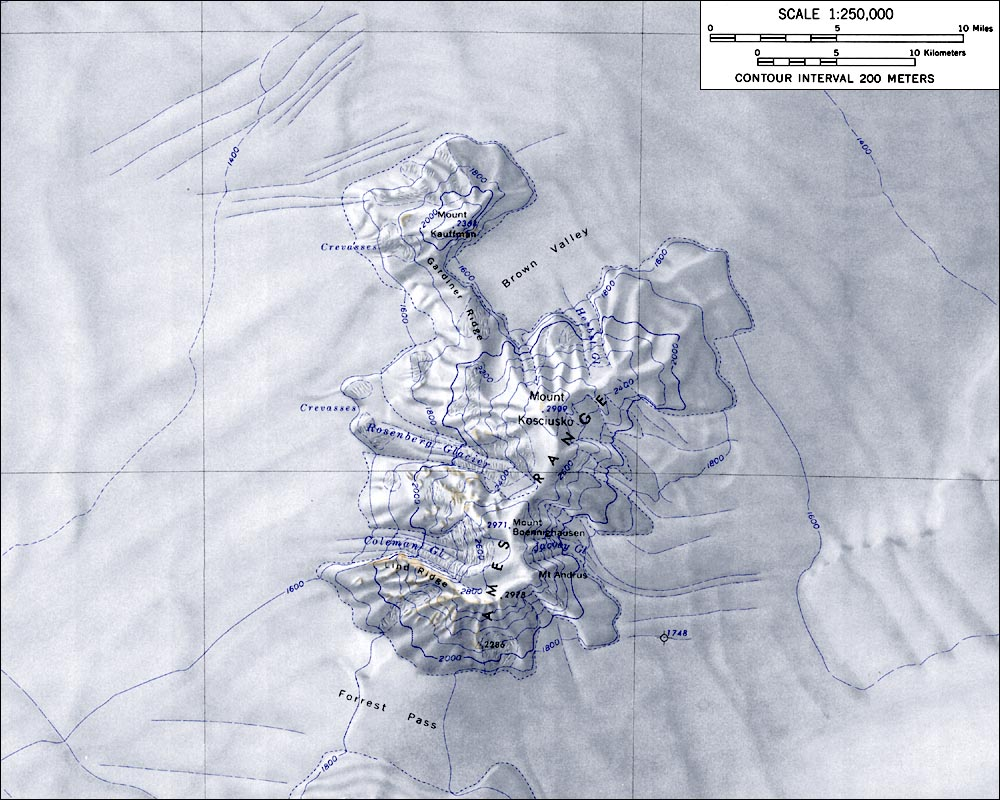
Топографічна мапа хребта Еймса, вулкани Андрус, Костюшко, Кауффман (масштаб 1:250,000)

Вулкан Андрус був уперше виявлений експедицією Антарктичної служби Сполучених Штатів Америки у 1939—1941 роках під керівництвом Річарда Берда. Був обстежений Геологічною службою США (USGS) і з виконанням аерофотозйомки ВМС США в 1964–1968 роках.
Вулкан був названий, «Консультативним комітетом по назвах Антарктики» (US-ACAN), на честь лейтенанта ВМС США Карла Х. Андруса, лікаря і начальника антарктичної станції Берд у 1964 році.
Він розташований в південній частині хребта Еймса і є найвищим і найстарішим із трьох щитових вулканів, які утворюють цей хребет. Вулкан лежить приблизно за 100 км на схід — північний схід від вулкана Берлін. Інші вулкани Костюшко (2910 м) і Кауффман (2365 м), на декілька мільйонів років молодші ніж Андрус, який має вік приблизно в 11 мільйонів років. Незважаючи на свій вік, Андрус і Костюшко добре збереглися, а їхні вершини увінчані кальдерами діаметром в 5 і 3 км, відповідно. У 1977 році була виявлена слабка фумарольна активність вулкана Кауффман, який розташований у північній частині хребта Еймса, за 22 км від вулкана Андрус.
На захід від кальдери вулкана Андрус розташований невеликий конус, який має вік менше 100 тис. років, що дає привід вважати, що ще тоді вулкан був активний.

## Гора Боенніґаусен
Боенніґаусен (75°47′ пд. ш. 132°18′ зх. д. / 75.783° пд. ш. 132.300° зх. д.) — гора висотою 2970 м у хребті Еймса в Землі Мері Берд, і знаходиться на північно-північно-східному схилі вулкана Андрус, на відстані від нього за 3,2 км і за 7 км на південь — південний захід від вулкана Костюшко.
Гора була обстежена Геологічною службою США (USGS) і з виконанням аерофотозйомки ВМС США в 1959–1965 роках. Названа, «Консультативним комітетом по назвах Антарктики» (US-ACAN), на честь лейтенанта ВМС США Томаса Л. Боенніґаусена, директора АЕС, антарктичної станції Мак-Мердо у 1966 році, а згодом цивільного інженера в штаті командувача ВМС США сил підтримки Антарктичних експедицій в сезони 1969–1970 і 1970–1971 років.

## Долина Брауна
Долина Брауна (англ. Brown Valley, 75°38′ пд. ш. 132°12′ зх. д. / 75.633° пд. ш. 132.200° зх. д.) — долина, яка має вигляд доволі правильної прямокутної форми, покритої льодом площини, розмірами приблизно 7х7 км, в північній — північно-східній частині хребта Еймса у Землі Мері Берд. Вона із трьох сторін затиснута горами: на північному заході вулканом Кауффман, на південному сході — вулканом Костюшко, а з південного заходу гірською сідловиною, хребтом Гардінер Рідж, який поєднує обидва вулкани.
Долина була обстежена Геологічною службою США (USGS) і з виконанням аерофотозйомки ВМС США в 1959-65 роках, і названа «Консультативним комітетом по назвах Антарктики» (US-ACAN) на честь Томаса І. Брауна, учасника програми антарктичних досліджень США та метеоролога на станції Берд в 1963 році.